# Kurtaczek czarnobrzuchy
Kurtaczek czarnobrzuchy (Hydrornis gurneyi) – gatunek małego ptaka z rodziny kurtaczków (Pittidae). Występuje w Azji Południowo-Wschodniej – w Mjanmie i Tajlandii. Krytycznie zagrożony.

## Taksonomia
Gatunek opisał po raz pierwszy Allan Octavian Hume w roku 1875 pod nazwą Pitta gurneyi (obecnie przez Międzynarodowy Komitet Ornitologiczny kurtaczek czarnobrzuchy umieszczany jest w rodzaju Hydrornis). Holotyp pochodził z prowincji Taninthayi (Mjanma). Z uwagi na m.in. długi, w porównaniu do innych kurtaczków, stopniowany ogon bywał umieszczany w rodzaju Eucichla wraz z kurtaczkiem prążkowanym (H. elliotii), kurtaczkiem prążkobrzuchym (H. guajana) i niekiedy także kurtaczkiem niebieskim (H. cyanea). Takson monotypowy.

## Morfologia
Długość ciała wynosi około 21 cm, masa ciała 57–86 g. Dla okazów z Muzeum Brytyjskiego długość skrzydła wynosi około 10,1 cm, zaś ogona 5,3 cm. Występuje wyraźny dymorfizm płciowy. U samca głowa czarna, posiada plamę o barwie ultramaryny ciągnącą się od środka wierzchu głowy do karku. Wierzch ciała w ciepłym odcieniu brązu. Najdłuższe pokrywy nadogonowe oraz sterówki granatowe, połyskujące. Broda i niekiedy gardło białe. Górna część piersi oraz boki pomarańczowożółte. Na bokach występuje czarne prążkowanie, reszta spodu ciała czarna. Tęczówka ciemnobrązowa, dziób czarny. U samicy wierzch i tył głowy płowe. Jej spód ciała jest prążkowany czarno-płowo do czarno-rudawego, brak także barwy żółtej u nasady głowy.

## Zasięg występowania
Całkowity zasięg występowania szacowany jest na 5700 km². Kurtaczek czarnobrzuchy występuje jedynie w prowincji Taninthayi w południowej Mjanmie oraz przylegającym obszarze w Tajlandii. Populacje są poszatkowane. Środowisko życia kurtaczków czarnobrzuchych stanowią częściowo wiecznie zielone lasy umiejscowione w okolicach rzek, zdominowane przez przedstawicieli rodziny dwuskrzydłowatych (Dipterocarpaceae), z gęstym podszytem zdominowanym przez bambusy, palmy i winorośla. Preferuje okolice strumyków, gdzie wilgotność nie zmienia się znacznie w ciągu roku.

## Pożywienie
Wśród zjadanego pokarmu odnotowano pierścienice, owady i ich larwy, pająki, ślimaki, zarówno ze skorupami jak i bez, oraz małe żabki. Nie zaobserwowano rozbijania muszli ślimaczych o kamienie. Zdobyczy szuka w liściach.

## Lęgi
Okres lęgowy trwa od kwietnia do października. Zadaszone gniazdo o średnicy 19–20 cm umieszczone jest nisko na drzewie lub rotangu. Posiada boczne wejście o wymiarach około 7×10 cm. Budulec stanowią liście bambusowe i patyki, wyściółkę zaś czarne korzenie. Zniesienie liczy 3–4 jaja, rzadko 5. Na kremowobiałym tle posiadają fioletowawe i szarożółte plamki, które mają wymiary około 26×21 mm. Okres inkubacji nieznany, jednak wiadomo, że wysiadują oba ptaki z pary, samica w nocy. Młode opuszczają gniazdo po 14–15 dniach od wyklucia.

## Status i zagrożenia
Od 2019 roku gatunek klasyfikowany przez Czerwoną Księgę Gatunków Zagrożonych IUCN jako krytycznie zagrożony (CR, Critically Endangered). Status krytycznie zagrożonego uzyskał już w 1994 roku, jednak w 2008 roku obniżono go do zagrożonego (EN, Endangered). Między rokiem 1952 a 1986 w Tajlandii nie odnotowano gatunku w terenie. Zagrożenie stanowi wycinka nizinnych lasów, m.in. pod plantacje palm Elaeis guineensis celem pozyskiwania oleju palmowego. Populacja kurtaczków czarnobrzuchych szacowana jest przez BirdLife International na 1000–2500 dorosłych osobników. Ginięciu gatunku może zapobiec sadzenie lasów na obszarach uprzednio wylesionych. H. gurneyi spotykany tylko na jednym obszarze chronionym, jest to Rezerwat przyrody Khao Pra Bangkram (Tajlandia); poza tym spotykany w trzech obszarach uznanych za Important Bird Area.